# Ignacy Konkolewski
Ignacy Konkolewski (ur. 20 stycznia 1914 w Gniewkówcu, zm. 6 sierpnia 1975) – polski agronom i polityk, poseł na Sejm PRL II, III, IV i V kadencji.

## Życiorys
Syn Antoniego i Marianny. Uzyskał wykształcenie wyższe niepełne. Był absolwentem dwuletniego Studium Zaocznego Centralnej Szkoły Partyjnej PZPR. Pracował jako agronom w majątkach Płonkowo i Latkowo, angażując się w działalność Polskiego Związku Zachodniego. Walczył w kampanii wrześniowej jako podoficer artylerii przeciwlotniczej. Był więziony przez Niemców w Pile, Gdańsku, Malborku i obozie karnym w Policach. Pracował jako robotnik przymusowy w Szczecinie.
Po wojnie należał do Zjednoczonego Stronnictwa Ludowego, w którym pełnił funkcje sekretarza (od 1952) i przewodniczącego (1953) Wojewódzkiego Komitetu Wykonawczego w Szczecinie, a także prezesa Wojewódzkiego Komitetu (1954–1956, 1960–1971), wiceprezesa (1956–1960) oraz członka prezydium WK w Szczecinie (od 1971). Ponadto był zastępcą członka Rady Naczelnej (1954–1956), kierownikiem wydziału organizacyjnego (1956–1957) i członkiem Naczelnego Komitetu (1956–1973). W 1945 został sołtysem, a następnie wójtem gminy Długołęka, w latach 1950–1952 był zastępcą przewodniczącego prezydium Powiatowej Rady Narodowej w Nowogardzie, w 1957 sołtysem w Bolechowie, a w latach 1956–1960 zastępcą przewodniczącego prezydium Wojewódzkiej Rady Narodowej w Szczecinie. Ponadto pełnił funkcje wiceprzewodniczącego Wojewódzkiego Komitetu Frontu Jedności Narodu w Szczecinie (1957–1972), wiceprezesa Zarządu Wojewódzkiego Towarzystwa Przyjaźni Polsko-Radzieckiej i członka prezydium Zarządu Wojewódzkiego Związku Bojowników o Wolność i Demokrację w Szczecinie.
W 1957, 1961, 1965 i 1969 uzyskiwał mandat posła na Sejm PRL w okręgu Szczecin i Stargard Szczeciński (trzykrotnie). W trakcie II kadencji zasiadał w Komisji Nadzwyczajnej Ziem Zachodnich, następnie przez trzy kadencje pełnił funkcję zastępcy przewodniczącego Komisji Gospodarki Morskiej i Żeglugi. 
Pochowany na cmentarzu Centralnym w Szczecinie.

## Odznaczenia
- Order Sztandaru Pracy II klasy;
- Krzyż Oficerski Orderu Odrodzenia Polski;
- Krzyż Kawalerski Orderu Odrodzenia Polski (1955)[4];
- Brązowy Krzyż Zasługi (1946)[5];
- Medal Zwycięstwa i Wolności 1945;
- Medal 10-lecia Polski Ludowej (1955)[6];
- Odznaka 1000-lecia Państwa Polskiego;
- Złota Odznaka Honorowa Gryfa Pomorskiego;
- Złoty Krzyż Zasługi PCK;
- Złota Odznaka LZS.